# Retinotop

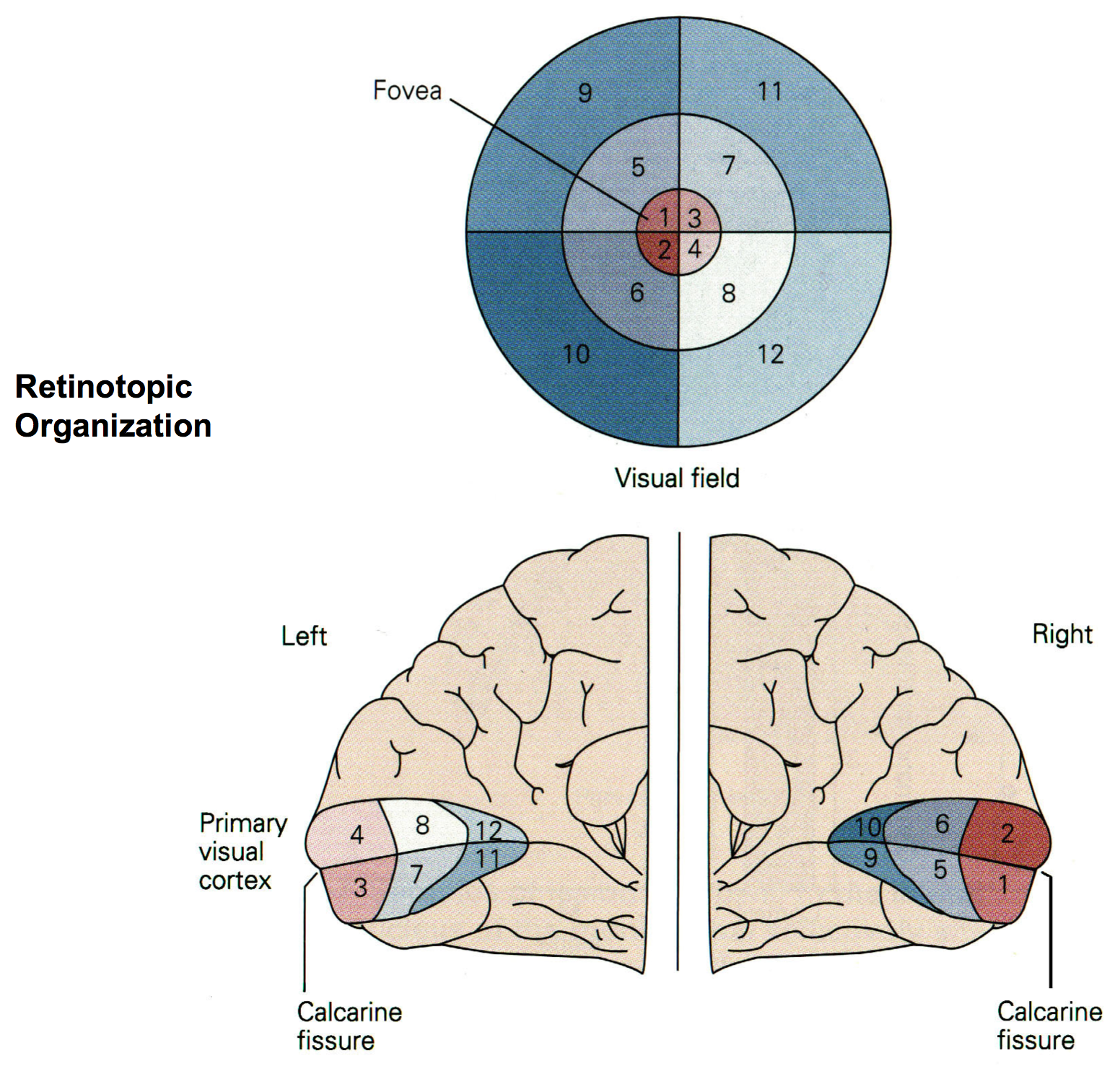
Eine sog. retinotope Karte der primären visuellen Rinde zeigt, dass die Mitte des Sehfeldes nicht in der Innenseite der linken und rechten Sehrinde liegt, sondern außen.

Als retinotop bezeichnet man die Eigenschaft des Corpus geniculatum laterale (abgekürzt CGL – Teil des Thalamus, gegliedert in 6 Schichten), die Information bildgetreu im visuellen Cortex abzubilden, so dass die Topologie der Retinaaktivität erhalten bleibt.
Benachbarte Felder bzw. Erregungsmuster in der Retina werden auf benachbarten Neuronen im Gehirn abgebildet. Zum Beispiel würde das Betrachten eines Sterns ein entsprechendes Aktivitätsmuster im  Gehirn  erzeugen, das beispielsweise mit PET oder der Magnetresonanztomografie (MRT) gemessen werden kann. Dabei tritt die retinotope Eigenschaft dreidimensional und eindeutig auf, d. h. jede Schicht ist retinotop: Jeder Ort im CGL entspricht einem Ort der Retina, benachbarte Orte der Retina sind auch im CGL benachbart.